# Mônica, Duquesa de Santángelo
Mônica, Duquesa de Santángelo (nascida Monika Maria Roberta Antonia Raphaela Habsburg-Lothringen; 13 de setembro de 1954, Wurtzburgo) é a filha de Oto, Príncipe Herdeiro da Áustria e da princesa Regina de Saxe-Meiningen. Ela é a irmã gêmea de Michaela de Habsburgo-Lorena.

## Casamento
Mônica casou com o espanhol Dom Luis María Gonzaga de Casanova-Cárdenas y Barón, Duque de Santangelo, único filho de Balthasar de Casanova -Cárdenas y de Ferrer e María de los Dolores Barón y Osorio de Moscoso, Duquesa de Maqueda, em 21 de Junho de 1980, em Pöcking, na Alemanha. Eles têm quatro filhos:
- Baltasar Carlos de Casanova y Habsburgo-Lorena, 23.º Marquês de Elche (17 de agosto de 1981)
- Gabriel Maria de Casanova y Habsburgo-Lorena (23 de março de 1983)
- Rafael Maria de Casanova y Habsburgo-Lorena (18 de agosto de 1986)
- Santiago de Casanova y Habsburgo-Lorena (26 de abril de 1993)

## Títulos, estilos e honras

### Títulos
- 13 de setembro de 1954 - 21 de junho de 1980: Sua Alteza Imperial e Real, a Arquiduquesa Mônica da Áustria
- 21 de junho de 1980 - 31 de outubro de 1989: Sua Alteza Imperial e Real, a Arquiduquesa Mônica da Áustria, Marquesa de Elche
- 31 de outubro de 1989 - 20 de março de 2005: Sua Alteza Imperial e Real, a Arquiduquesa Mônica da Áustria, Duquesa de Santangelo e de Maqueda, Condessa de Valhermoso, Condessa de Lodosa, Baronesa de Linola
- 20 de março de 2005 - Presente: Sua Alteza Imperial e Real, a Arquiduquesa Mônica da Áustria, Duquesa de Santangelo, Condessa de Valhermoso, Condessa de Lodosa

## Honras

### Honras nacionais
- Casa de Habsburgo: Dama da Ordem da Cruz Estrelada, 1.ª Classe[4][5][6]
- Espanha: Dama da Grande Cruz da Ordem Civil de Afonso X, o Sábio[7]